# Ghiacciaio Section Peak
Der Ghiacciaio Section Peak (italienisch) ist ein Gletscher im ostantarktischen Viktorialand. Er liegt etwa 170 km nordnordwestlich der italienischen Mario-Zucchelli-Station in Höhen zwischen 2500 und 2300 m an der Südostflanke des Section Peak in den Lichen Hills.
Italienische Wissenschaftler sichteten ihn erstmals im Dezember 1999 und benannten ihn im Februar 2002 in Anlehnung an den gleichnamigen Berg.